# Chusé Raúl Usón
Chusé Raúl Usón (Zaragoza, 1966) es un editor y escritor español en lengua aragonesa.

## Biografía
Estudió en el colegio Santo Tomás de Aquino de Zaragoza que regentaba la familia Labordeta, en los Jesuitas y, posteriormente, se licenció en Geografía e Historia en la Universidad de Zaragoza. Fue responsable del Ligallo de Fablans de l'Aragonés, organización dedicada desde 1982 a la defensa de la lengua aragonesa, y fue miembro del Consello d'a Fabla Aragonesa. Es miembro de la Sociedat de Lingüistica Aragonesa y secretario de la revista filológica De Lingua Aragonensi. Ganó varios premios literarios, tanto de poesía como de ficción, como el Onso de Plata del Premio Literario Villa d'Echo o el Premio Arnal Cavero. Es el traductor de Cullita d'otri (1998), antología de poesía occidental, aunque sin incluir en ella a ninguna mujer. De su dietario As zien claus, basado en su trabajo como educador en un reformatorio, el escritor asturiano Xuan Bello escribió: "cien instantes donde todo es posible: el infierno y el paraíso, los ángeles y los demonios luchando en una misma persona". [cita requerida]
Entre sus artículos destacan "Uso e perbibenzia d'a conchunzión copulatiba e en aragonés" (2002), "Rolde de Estudios Aragoneses: 25 años en defensa del Aragón trilingüe"(2002),"Sobre a conserbazión d'a oclusiba xorda interbocalica -t- en bels bocables aragoneses" (2003), "Bellas considerazions sobre criterios en a estandarizazión de l'aragonés" (2004), "El aragonés de Sobrarbe"(2006), "Nuevas fuentes para el estudio del dialecto cheso": esbozo de un artículo inédito de Rafael Gastón Burillo (2009), "Las afinidades léxicas pirenaicas a la luz de la toponimia de los valles sobrarbeses" (2011), "Un filólogo en busca del aragonés: el francés Jean-Joseph Saroïhandy" (2012), "La toponimia de Castellar (La Solana, Sobrarbe)" (2013), "Toponimia de la Ribera de Fiscal" (2014), "Veremundo Méndez y Rafael Gastón: correspondencia inédita" (2017), "O Romance de Marijuana e atros fragmentos de literatura de tradicion oral en aragonés recopilaus en Blecua (Foya de Uesca)"(2019), "L'aragonés d'o Campo de Jaca a finals d'o sieglo XIX: tres textos de Simón Ena Pérez" (2019), "El aragonés, lengua traslúcida"(2020), "Toponimia de Buil (Aínsa, Uesca)" (2020), y "Dos poemas en aragonés ansotano de Mariano Gastón Longás" (2020).  
En el plano político se presentó, dentro de las candidaturas de Chunta Aragonesista, a las elecciones a las Cortes de Aragón en 1991 y a las municipales de Calatayud en 1999.

## Obra literaria

### Poesía
- Dezinueu repuis d'una bida dallata, 1986
- Ixe buxo biello -entre fierros-, 1988; Premio Ana Abarca de Bolea, 1988
- Luna, arto y poemas de bardo, 1989
- Fuellas chobenas, 1991
- Cruzillata, 1994
- Candalieto/Piedra angular, Ediciones 4 de agosto de 2006
- Ixe buxo viello -entre fierros-, 2008 (2.ª edición)
- Le Petit Trianon, (en el volumen colectivo José Antonio Labordeta: creación, compromiso, memoria, 2008)
- Candalieto/Piedra angular, Olifante, 2016
- "Lengua chicolona", Güesque n.º 1, 2018

### Prosa
- Nueis d'agüerro, 1986; Premio Naya 1986
- Trista boira baxa, 1989: Premio Bal de Xalón 1989
- As zien claus, 1997; Premio Arnal Cavero 1995
- Benzina, 2003
- Fiesta, (en el volumen colectivo Zaragoza de la Z a la A, 2003)
- Les cien llaves, 2004 (traducción a la lengua asturiana de As zien claus)
- A voz, a nuestra voz (en el volumen colectivo Una isla de libertad. Homenaje a Ánchel Conte, 2008)
- Navalla, botas, vacas (en el volumen colectivo Cuentos a patadas, 2008)
- Enruenas, 2008; Premio Universidad de Zaragoza 2008
- Escombros, 2011; traducción del autor al castellano de Enruenas[3]
- Cien llaves, 2013; traducción del autor al castellano de As zien claus
- "Girmanas", Güesque n.º 2, 2019

### Literatura infantil
- Dovina, dovinalla (con ilustraciones de Lina Vila), Prensas Universitarias de Zaragoza, 2009
- Lo Gorrorroi (con ilustraciones de Saúl Irigaray), Garabato books, 2016
- Quiquiriquí! (con ilustraciones de Harsa y Saúl Irigaray), Garabato books, 2017

### Ensayo
- La fiesta del árbol, Edición facsímil de la obra del mismo título de Leonardo Escalona, Museo Pedagógico de Aragón, 2009

- El Carnaval de Torla (Sobrarbe, Huesca), junto con Xavier Tomás, Xordica Editorial, 2009
- Cleto Torrodellas (1868-1939). Obra en aragonés ribagorçano. Edición junto a Xavier Tomás, Biblioteca Pirineus, Xordica Editorial, 2011
- Leonardo Escalona (1891-1938). Obra en aragonés belsetan. Edición junto a Xavier Tomás, Biblioteca Pirineus, Xordica Editorial, 2012
- Dámaso Carrera (1849-1909). Obra en aragonés ribagorçano. Edición junto a Xavier Tomás, Biblioteca Pirineus, Xordica Editorial, 2012
- Agliberto Garcés (1908-2002). Obra en aragonés meridional. Edición junto a Alberto Gracia Trell, Biblioteca Pirineus, Xordica Editorial, 2012
- Bernabé Romeo (1841-1916). Obra en aragonés ribagorzano. Edición junto a Elena Chazal y Xavier Tomás, Biblioteca Pirineus, Xordica Editorial, 2016
- Román Carrera (1917-2007). Obra en aragonés ribagorzano. Edición junto a Xavier Tomás, Biblioteca Pirineus, Xordica Editorial, 2018

### Traducción
- Historias de la mano izquierda, 1996 (traducción al castellano del libro Històries de la mà esquerra, de Jesús Moncada)
- El café de la rana, 1997 (traducción al castellano del libro El Cafè de la Granota, de Jesús Moncada)
- Cullita d'otri, 1998 (con traducciones a la lengua aragonesa de poemas de Bernardo Atxaga, Paul Auster, Georges Bataille, John Berger, Joan Brossa, Raymond Carver, Constantino Cavafis, Paul Celan, Celso Emilio Ferreiro, Federico García Lorca, Pere Gimferrer, Miguel Labordeta, Valerio Magrelli, Cesare Pavese, Fernando Pessoa, Arthur Rimbaud, Manuel Rivas, Joseba Sarrionandia y Georg Trakl)[4]
- Á yo me patina a egge, e qué?, 2000 (traducción al aragonés del libro de Anjel Lertxundi)
- Per qué no canta o papirroi?, 2001 (traducción al aragonés del libro de Xabier Mendiguren)
- Manual d'instruzions ta querer á Irene, 2001 (traducción al aragonés del libro de Carlos Mosteiro)
- A mía chirmana ye asinas, e qué?, 2001 (traducción al aragonés del libro de Pako Sagarzazu)
- No sé nadar, e qué?, 2002 (traducción al aragonés del libro de Daniel Nesquens)
- Un can en o piso, e qué?, 2003 (traducción al aragonés del libro de Fina Casalderrey)
- A flor d'a ziresera: leyendas chaponesas, 2003 (traducción al aragonés del libro de Josep-Francesc Delgado)
- Calaveras atónitas, 2005 (traducción al castellano del libro Calaveres atònites, de Jesús Moncada)
- Chincharana, 2018 (traducción al aragonés del libro bilingüe Chincharana, de Saúl Irigaray. Garabato books)
- "Paseyo nocturno", de Rubem Fonseca. Güesque n.º 3, 2020
- Coronavirus no ye un prinzipe (ni una prinzesa), 2020 (traducción al aragonés junto a Chesús Agustín del libro Coronavirus no es un príncipe (ni una princesa), de María Coco Hernando. Audaciacomunicacion)
- "Chif-chaf, chif-chaf, chaf-chaf. Meyo alfabeto sobre la literatura basca", de Bernardo Atxaga. Güesque n.º 4, 2020

## Editorial Xordica
Es fundador y propietario de la editorial Xordica desde 1994, en la tradición de las editoriales independientes europeas, en la que ha publicado a muchos de los nuevos escritores aragoneses: Cristina Grande, Miguel Mena, Ángela Labordeta, Antón Castro, Fernando Sanmartín, Chesús Yuste, Santiago Gascón, Isidro Ferrer, Daniel Nesquens, Sergio Algora. También ha publicado a otros importantes escritores aragoneses: José Antonio Labordeta, Javier Tomeo, Ignacio Martínez de Pisón, José Luis Melero, Ismael Grasa, Jesús Moncada, José Luis Cano, Javier Barreiro, Ildefonso Manuel Gil, José María Latorre, Agustín Sánchez Vidal, Severino Pallaruelo, y a muchos otros escritores: Bernardo Atxaga, David Trueba, Manuel António Pina, Ondjaki, Gonçalo Tavares, Jean Debernard, Lara López, Manuel Moyano, Diego Pita, Joan Perucho, Xosé Luis Méndez Ferrín entre otros. En lengua aragonesa ha publicado libros de Ánchel Conte, Francho Nagore Laín, Chusé Inazio Nabarro.